# ゴードン・ベネット・カップ (気球レース)

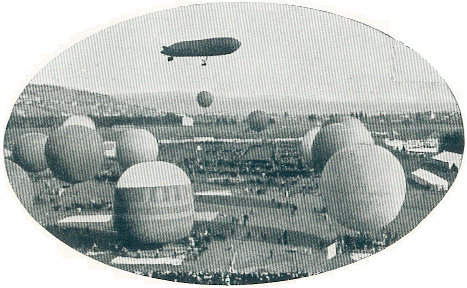
1909年チューリヒのレース

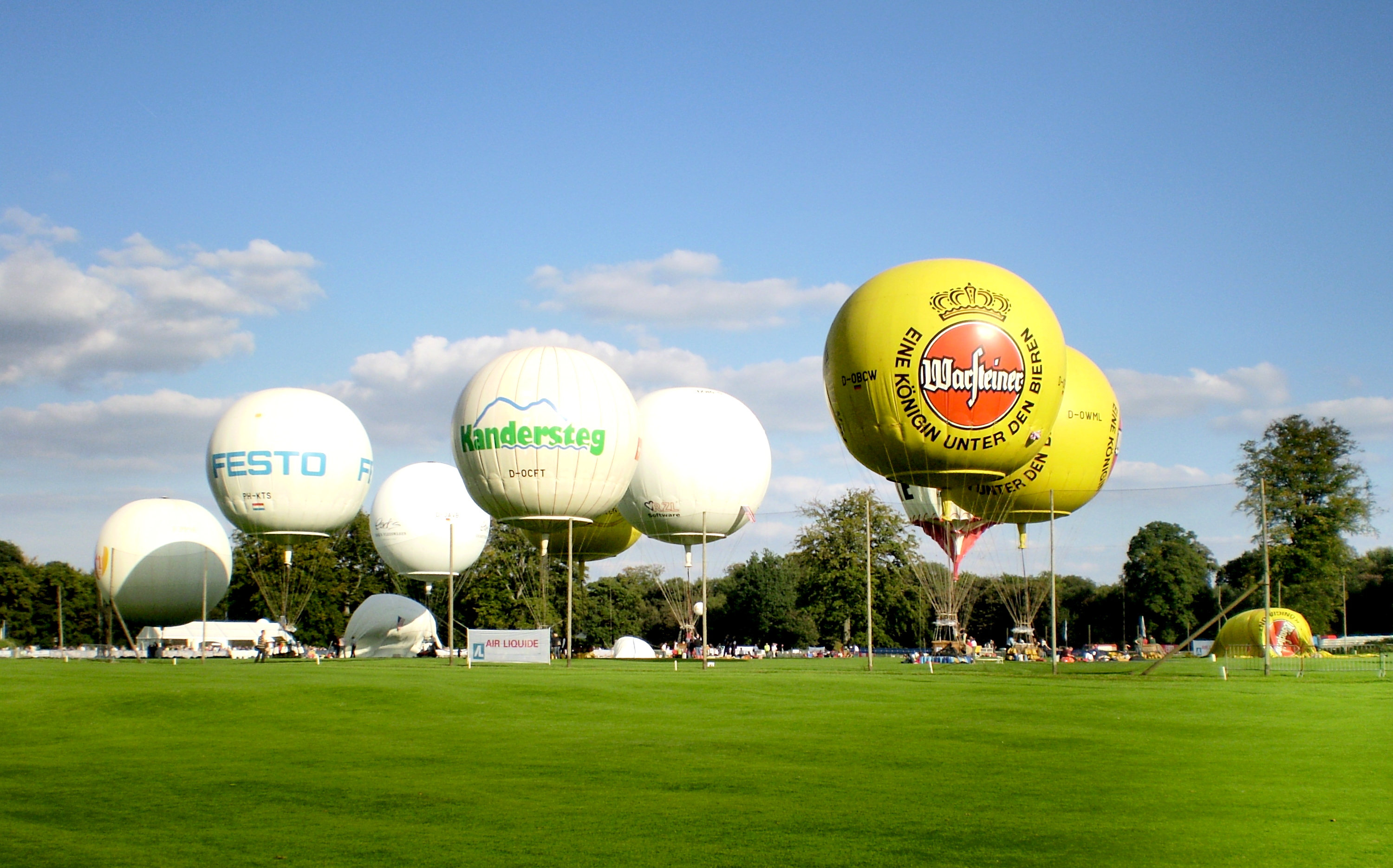
2007年ブリュッセルのレース

ゴードン・ベネット・カップ（英語: Gordon Bennett Cup、フランス語: Coupe Aéronautique Gordon Bennett）は、最も歴史が古く、権威のある気球レースである。最初のレースは1906年9月30日に、パリを出発点に開催された。アメリカ合衆国の新聞社ニューヨーク・ヘラルドの社主、ゴードン・ベネットがスポンサーとなった。競技方法は明快で、出発点から最も遠くまで飛行した者が優勝者となる。
飛行時間の記録は1995年の大会で、ドイツ人チームのヴィルヘルム・アイマース（Wilhelm Eimers）とベルント・ランツマン（Bernd Landsmann）がスイスを出発し、92時間の飛行の後、ラトビアに着陸した飛行であり、飛行距離の記録は2005年にベルギー人のボブ・ベルベン（Bob Berben）とブノア・シメオン（Benoît Siméons）がアメリカ合衆国のアルバカーキからカナダまでの3,400kmの飛行である。最も活躍した参加者は、オーストリアのヨーゼフ・シュタルクバウム（Josef Starkbaum）で、1985年から1993年の間に7回の優勝を飾った。
2010年にイギリスを出発したレースでは、9月25日にブリストルを出発したが、アドリア海で荒天のため、アメリカチームが行方不明となっている。

## 競技規則
参加資格は各国の飛行クラブにあり、それぞれその国の国籍を持つメンバーからなる3チームまで参加させることができる。参加者は最低50時間の飛行記録を持ち、夜間飛行の資格を持っていなければならない。各チームの1人は英語で航空管制官とコミュニケーションが取れることが条件となっている。優勝者はゴードン・ベネット・カップを受賞し、チームの飛行クラブは2年後のレースを主催する。3回カップを受賞すると、新しい優勝カップを提供すればカップ・ホルダーとなる。

## 事故・事件
- 1923年 - 嵐の中で6機以上の気球が落雷に遭い、6人以上が負傷し、5人が死亡した。
- 1983年 - アメリカ人のマキシー・アンダーソンとドン・アイダが、東ドイツ領空に入るのを避けようとする操作中に、気球からゴンドラが外れ、死亡した。
- 1995年12月12日 - 3機の参加気球がベラルーシ領空に入り、レースの開催はベラルーシ政府に通告してあったにもかかわらず、ベラルーシ空軍のヘリコプターMi-24Bの攻撃を受け、1機が打ち落とされ、2人のアメリカ人パイロットが死亡した。残りの気球も強制着陸させられた。